# Obóz jeniecki NKWD w Jarmolińcach
Obóz jeniecki NKWD w Jarmolińcach – przejściowy obóz jeniecki utworzony 20 września 1939 roku z rozkazu Ludowego Komisariatu Spraw Wewnętrznych ZSRR dla przetrzymywania jeńców polskich z tzw. pierwszej grupy.
Mieścił się w Jarmolińcach na terenie obecnej Ukrainy. 
Zgodnie z dyrektywą nr 12 z 20 września 1939 roku Narodowego Komisarza Spraw Wewnętrznych ZSRR Ławrentija Berii o organizacji punktów przyjmowania jeńców: 
„Wołoczyska, tow. Merkułow i Sierow
Po uzgodnieniu ze Sztabem Generalnym RCAC rozwijamy punkty przyjmowania więźniów […] na stacjach Olewsk, Szepetówka, Pograniczna, Jarmolińce, Kamieniec Podolski, dokąd oddziały RCAC mają odstawiać wziętych do niewoli jeńców.
Istniejące punkty przyjmowania jeńców przenieść do dnia 21 września: […] ze stacji Chorowice na st. Olewsk, z Jersza do Szepetówki, z Pohrebyszcza do Wołoczysk, z Chyrówki do Jarmoliniec…”.

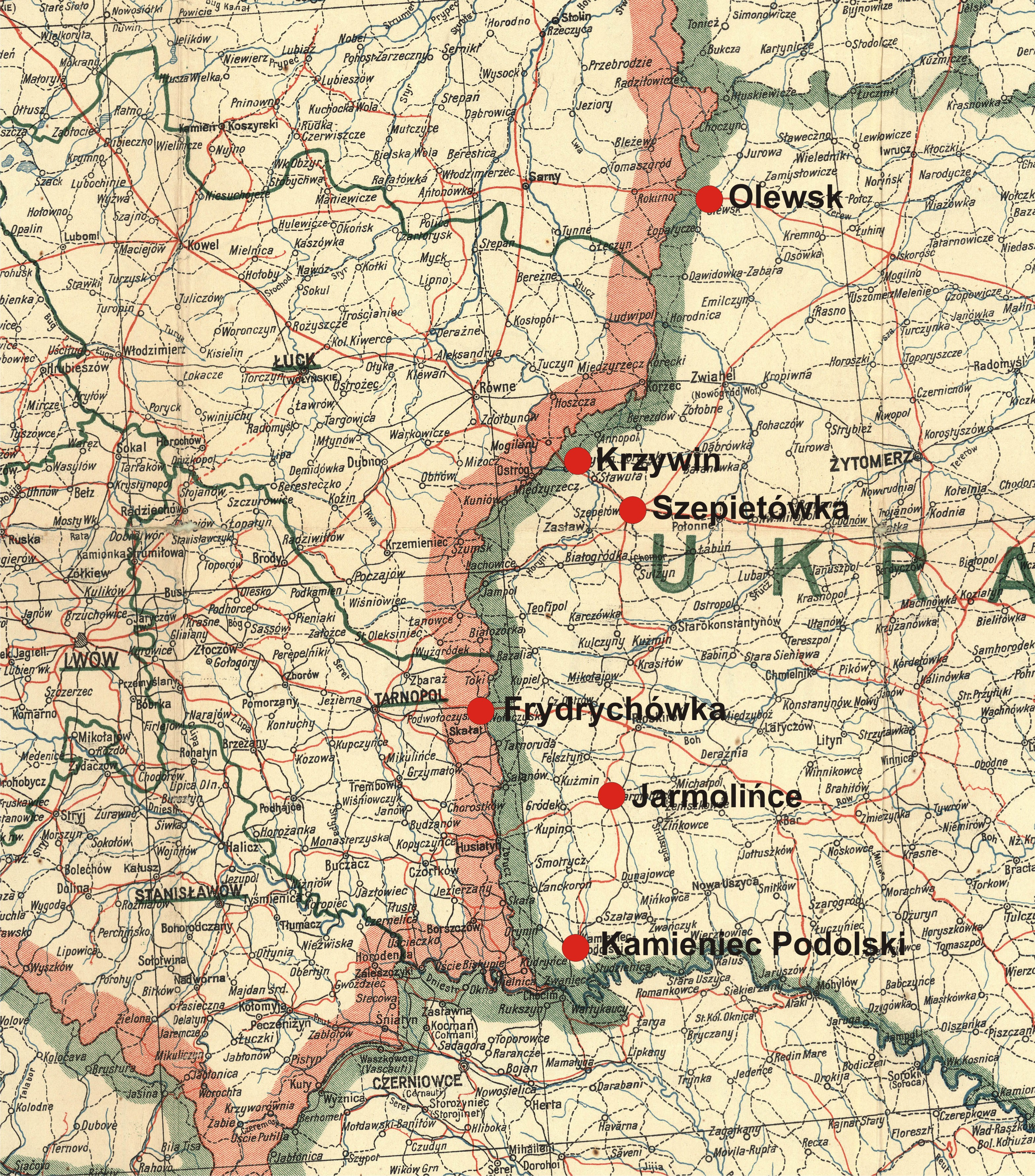
Punkty zdawczo-odbiorcze NKWD jeńców polskich z Frontu Ukraińskiego 1939

Sowieccy dowódcy Frontów Ukraińskiego i Białoruskiego wydali rozkazy dotyczące polskich jeńców wojennych. Zgodnie z nimi utworzono szereg punktów zbornych, w których Armia Czerwona przekazywała polskich jeńców organom NKWD.
Wybór Jarmolińca był logiczny. Istniało tu dogodne połączenie kolejowe z przygranicznym Husiatyniem oraz opuszczone koszary. Jednostki, które stacjonowały w koszarach otrzymały 14 września rozkaz: zadanie potężnego i błyskawicznego uderzenia w wojska polskie; szczelnie przykrywając lewą flankę odcinać wojska polskie od granicy rumuńskiej; zdecydowanie i szybko atakować w kierunku Czortkowa, Stanisławowa i do końca 17 września wyjść na rzekę Strypę; do końca 18 września zająć rejon Stanisławowa i dalsze działania dywizji skierować na Stryj i Drohobycz.

## Historia obozu dla jeńców polskich

Obozy NKWD dla jeńców polskich

Obóz funkcjonował od 20 września 1939. Była tu gotowa infrastruktura sowieckiego osiedla wojskowego. Teren był otoczony ceglanym murem z drutem kolczastym oraz wieżyczki strażnicze. Stojący osobno duży budynek koszarowy odgrodzono od reszty kompleksu i przeznaczono dla jeńców. Był to obóz przejściowy i zarazem filtracyjny. 
Przez obóz przeszło kilkadziesiąt tysięcy polskich żołnierzy. 
27 września 1939 roku Wasyl Czernyszow, zastępca Berii, wydał rozkaz o wysłaniu do budowy drogi Nowogród Wołyński – Lwów 6 tysięcy polskich żołnierzy z obozu w Jarmolińcach. 
Oprócz Polaków, w obozie zostało internowanych około 750 żołnierzy z legionu czeskiego. Zostali oni wzięci do niewoli w Tarnopolu (25 żołnierzy) i w okolicach wioski Rakowiec. 
Rejestracja jeńców odbywała się nocą. Budzono żołnierzy i z całym „dobytkiem” kazano stawić się w wyznaczonym baraku. Komisja składała się z kilkunastu enkawudystów, mężczyzn i kobiet. Kazali oni wykładać wszystkie posiadane przedmioty na stół, oglądali dłonie, jak wspomina jeniec, żeby sprawdzić, „czy nie pańskie”. Zadawali proste pytania: rok urodzenia, miejsce urodzenia i zamieszkania, zawód. Rejestrację powtarzali oni dwa lub trzykrotnie, by sprawdzić identyczność zeznań, zadawali dodatkowe pytania o stopień wojskowy, rodzaj jednostki i o to, gdzie zostało się zatrzymanym. W przypadku posiadania książeczki wojskowej, jeńcy nie mieli większych kłopotów, by potwierdzić zeznania.   
Jak wspomina jeden z jeńców: po tygodniowym pobycie w Jarmolińcach o głodzie i chłodzie zostaliśmy wywiezieni w zaplombowanych wagonach do Równego.
Część żołnierzy po rejestracji i selekcji funkcjonariusze NKWD przekazali stronie niemieckiej, część zwolnili, w tym dużo narodowości białoruskiej i ukraińskiej. Oficerowie zostali wysłani do obozów w Putywlu, Juży, Kozielsku, Ostaszkowie i Starobielsku. 
Obóz funkcjonował do czerwca 1941 roku. Przebywało w nim 1138 jeńców polskich. Budowali oni pobliskie obiekty wojskowe. Po agresji III Rzeszy na Związek Radziecki, jeńcy zostali wysłani w głąb ZSRR, część do obozu w Starobielsku. 
Nie są dostępne informacje ilu polskich żołnierzy zmarło w obozie. 
Jeńcami obozu byli m.in.:
- Franciszek Bator, pomyłkowo uznany przez NKWD za Czecha
- Bolesław Noszczyński, starszy strzelec.

## Niemiecki obóz dla jeńców sowieckich
Po ataku na ZSRR w byłym obozie dla jeńców polskich Niemcy zorganizowali obóz dla oficerów-jeńców Armii Czerwonej. Jeńców tych po przesłuchaniach systematycznie rozstrzeliwali w okolicznych lasach.

## Obóz dla Żydów
Pod koniec 1942 roku z rozkazu komisarza Emila Mercela, Niemcy zlikwidowali getto w Jarmolińcach (w tym większość Żydów z Gródka, Michałpola, z Frampola i Szarówki), a Żydów przesiedlili do byłego obozu dla jeńców polskich. Zgromadzili tu około 10 000 osób. Wszystkich Żydów zamordowali na terenie obozu.